# HD 179949
HD 179949は、いて座の方角にある6等級の恒星である。

## 概要
| 太陽 | HD 179949 |
| ---- | --------- |
| 太陽 | Exoplanet |

薄黄色の主系列星で、太陽より熱く、明るい。地球から約90光年の距離にあり、良い環境の下では肉眼で見ることができる。しかし、通常は双眼鏡以上の器具が必要である。周期約7.07日の、自転によるものとみられる変光がみつかっており、いて座V5652星という変光星名も付与されている。
2000年、アングロ・オーストラリアン天文台による太陽系外惑星捜索計画で、視線速度法の観測から、HD 179949の周囲を公転する惑星HD 179949 bが発見された。
| 名称 （恒星に近い順） | 質量              | 軌道長半径 （天文単位） | 公転周期 (日)       | 軌道離心率    | 軌道傾斜角 | 半径 |
| --------------------- | ----------------- | ----------------------- | ------------------- | ------------- | ---------- | ---- |
| b                     | >0.916 ± 0.076 MJ | 0.0443 ± 0.0026         | 3.092514 ± 0.000032 | 0.022 ± 0.015 | —          | —    |

## 名称
2019年、世界中の全ての国または地域に1つの系外惑星系を命名する機会を提供する「IAU100 Name ExoWorldsプロジェクト」において、HD 179949系はブルネイ・ダルサラーム国に割り当てられる惑星系となった。このプロジェクトは、「国際天文学連合100周年事業」の一環として計画されたイベントの1つで、ブルネイ国内での選考、国際天文学連合 (IAU) への提案を経て太陽系外惑星とその主星に固有名が承認されるものであった。2019年12月17日、IAUから最終結果が公表され、HD 179949はGumala、HD 179949 bはMastikaと命名された。これらはいずれもマレー語で貴石や宝石に関連する言葉に由来しており、Gumalaは蛇や竜などの体内で作られる魔法の結石に、Mastikaは宝石や貴石など最も美しいものを指す言葉にちなんで名付けられた。